# Triệu Xa
Triệu Xa (chữ Hán: 趙奢, ? － ?) là danh tướng nước Triệu và là một trong tám danh tướng của sáu nước phía đông cuối thời Chiến Quốc.

## Công vụ nghiêm minh
Theo Chiến quốc sách, Triệu Xa từng sang làm quan cho nước Yên, giữ chức Thượng Cốc thú.
Triệu Xa lúc đầu giữ chức điền bộ lại  nước Triệu. Trong một lần đi thu tô thuế, ông vô tư thi hành theo phép công, vì nhà Bình Nguyên quân không chịu xuất tô, Triệu Xa xử trí theo phép nước, giết chín người chủ sự của nhà Bình Nguyên Quân. Bình Nguyên Quân nổi giận đòi giết Triệu Xa, ông nhân dịp này liền nói:
Ngài là quý công tử nước Triệu, nay dung túng người nhà mà không tuân hành phép công, thế thì phép nước sẽ suy yếu; phép nước suy yếu, quốc gia sẽ suy yếu; quốc gia suy yếu, các nước sẽ đem quân xâm phạm; các nước đem quân xâm phạm, nước Triệu không thể tồn tại nữa; như thế Ngài làm sao mà giữ được sự giàu sang phú quý của ngài như thế này được nữa? Người có địa vị cao quý như ngài, nếu giữ được phép công thì cả nước trên dưới công bằng hợp lý, quốc gia sẽ hùng mạnh; quốc gia hùng mạnh, nền thống trị của nước Triệu vững bền; ngài là thân tộc của quốc quân, lẽ nào bị thiên hạ coi thường được?.
Bình Nguyên Quân nghe những lời ấy, biết Triệu Xa là người có tài, liền tiến cử với Triệu vương. Triệu vương tín nhiệm giao cho ông quản lý tô thuế cả nước. Tô thuế cả nước vì thế được công bằng hợp lý, trăm họ giàu có, kho tàng quốc gia sung thực. Về sau ông được nhà vua phong làm tướng quân, dốc lòng trị quân, đối với người dưới quyền thì nghiêm túc mà ôn hòa, hễ được ban thưởng là đem phân chia cho các cấp dưới.
Năm 280 TCN, Triệu Xa đem quân tấn công nước Tề, chiếm được thành Mạch Khâu.

## Đánh tan quân Tần
Năm 269 TCN thời Triệu Huệ Văn vương, quân Tần vây đánh quân Triệu tại Yên Dư , Triệu vương vời gặp Liêm Pha với Nhạc Thừa bàn việc cứu viện, ai cũng cho là bất khả thi vì đường sá xa xôi chật hẹp chỉ riêng Triệu Xa là tán thành. Triệu vương bèn phái Triệu Xa làm tướng đi cứu viện Yên Dư.
Triệu Xa lấy việc đánh bất ngờ làm phương châm chiến lược, dẫn quân ra khỏi Hàm Đan  ba mươi dặm về phía tây thì dừng lại, xây đồn đắp lũy ở đó, giả vờ như là không dám tiến quân đánh Tần. Triệu Xa biết quân Tân thường dùng kế gián điệp, bèn tương kế tựu kế. Khi ấy có một lính nước Tần lạc vào quân Triệu, Triệu Xa cố ý chăm sóc chu đáo rồi thả hắn về. Tên gián điệp về đến quân doanh nước Tần, liền kể lại sự việc cho tướng quân nước Tần, quân Tần phán đoán là quân Triệu nhỏ yếu, không dám tiến quân. Vừa thả tên gián điệp đi Triệu Xa liền ra lệnh quân sĩ cuốn gọn binh giáp tốc hành trong hai ngày một đêm, đến cách Yên Dư năm mươi dặm thì hạ trại, nghe theo đề nghị của một binh sĩ tên là Hứa Lịch đánh chiếm trước vùng đất cao Bắc Sơn, dựa vào ưu thế điểm cao phát động tấn công, kết quả đại phá quân Tần, giải vây cho Yên Dư. Lập được đại công, Triệu Huệ Văn vương phong ông làm Mã Phục quân (马服君), địa vị ngang với Liêm Pha và Lạn Tương Như. Đời sau cũng gọi ông là Mã Phục Xa (马服奢), chính là vì phong hiệu này.
Mã Viện và Minh Đức hoàng hậu Mã thị, hoàng hậu của Hán Minh Đế, là hậu duệ của ông.